# دختران و صلح (آلبوم ژاپنی)
گرلز جنریشن II: دختران و صلح دومین آلبوم ژاپنی (به‌طور کلی پنجم) توسط گروه گرلز جنریشن است. این آلبوم در تاریخ ۲۸ نوامبر ۲۰۱۲ از طریق یونیورسال میوزیک گروپ منتشر گردید. «دختران و صلح» اولین انتشار این گروه به صورت کامل لعد از آلبوم کره‌ای «پسران» بود. قبل از این آلبوم، اعضا بیشتر درگیر فعالیت‌های تکی خود بودند و زمانی بود که اولین زیرگروه، تی‌تی‌اس، تشکیل شده بود. با ادامه دادن ژانر الکترو و تحت تأثیر اولین آلبوم ژاپنی خود، «دختران و صلح» ویژگی‌های طیف گسترده‌ای از تولیدکنندگان، از جمله همکار طولانی مدت، کنزی، و همچنین تولیدکنندگان جدیدی مانند مایلز واکر، دیکای و داپو توریمیرو را در خود داشت. این آلبوم در هفته اول خود با فروش بیش از ۱۱۶۰۰۰ نسخه، به رتبه سوم در فهرست آلبوماوریکون رسید و از آن زمان دارای گواهینامه پلاتینیوم از RIAJ است.
قبل از انتشار این آلبوم سه تک آهنگ منتشر شد: «پاپاراتزی» به صدر جدول صد آهنگ برتر ژاپن رسید، «اوه!» نیز در همان نقطه و همچنین صدر فهرست آهنگ اوریکون قرار گرفت. «قدرت گل» در شماره شش در صد آهنگ برتر ژاپن و شماره پنج در فهرست آهنگ اوریکون قرار گرفت. این گروه آلبوم و تک آهنگ‌های خود را از طریق برنامه‌های موسیقی مختلف ژاپنی و نمایش‌های متنوعی از جمله و عاشقان موسیقی، و همچنین از طریق دومین تور ژاپنی خود در طول فوریه و آوریل سال ۲۰۱۳ تبلیغ کردند. 
| بررسی انتقادی      | بررسی انتقادی |
| منبع               | رتبه‌بندی      |
| ------------------ | ------------- |
| رولینگ استونز ژاپن | [ ۲ ]         |
| تایم اوت           | [ ۳ ]         |

## لیست آهنگ
| شماره      | نام                 | نویسنده(ها)                                                                              | تهیه‌کنندگان                | مدت   |
| ---------- | ------------------- | ---------------------------------------------------------------------------------------- | -------------------------- | ----- |
| ۱.         | «قدرت گل»           | یوهان گوستافسون، فردریک هوگستام، سباستین لوندبرگ، ناسا آپریشیا فلوریدا، جونجی ایشیواتاری | ترینیتی                    | ۳:۱۸  |
| ۲.         | «حیوون»             | هنک سولو، تام ائیو، اریک نیهولم، اریک پالمکوویست                                         | اریک نیهلم                 | ۳:۰۸  |
| ۳.         | «من الماسم»         | داپو توریمیرو، پریسیلا همیلتون، H.U.B.                                                   | داپو توریمیرو              | ۲:۵۶  |
| ۴.         | «بازتاب»            | لارس هالور جنسن، مارتین مایکل مایل لارسون، زاک پور                                       | DEEKAY                     | ۳:۵۰  |
| ۵.         | «دخترا بمونید»      | سباستین تاث، آندریاس برگ، ملانیا فونتانا، کن کاتو                                        | سباستین تاث                | ۳:۲۰  |
| ۶.         | «T.O.P»             | هایدی رویااس، آلن ایشیوج، کاله آنگستروم                                                  | آلن عشیوجس، کاله انگستروم  | ۳:۳۷  |
| ۷.         | «بومرنگ»            | چارلی میسون، اسکار گوررز، دنی سائنینو، OZGO                                              | OZGO                       | ۲:۵۰  |
| ۸.         | «اوه!» (نسخهٔ ژاپنی) | ، نزی، نوزومی مازاوا، کیم یونگبا، کیم جوانو                                              | کنزی                       | ۳:۰۹  |
| ۹.         | «تموم عشقم واسه تو» | جونجی ایشیواتاری، سباستین توت، دیدریک تاث، رابین لنر                                     | سباستین تاث                | ۳:۴۳  |
| ۱۰.        | «پاپاراتزی»         | فردریک توماندر، یوهان بکر، جونجی ایشیواتاری                                              | مایلز واکر                 | ۳:۴۷  |
| ۱۱.        | «دختران و صلح»      | آن جودیت ویک، رونی سوندنسن، نرمین هارامباسیک، رابین جنسن                                 | دیزاین میوزیک              | ۳:۲۷  |
| ۱۲.        | «تنها نیستم»        | اریک نیوهم، پاتریک همیلتون                                                               | اریک نیولم، پاتریک همیلتون | ۳:۳۱  |
| مجموع مدت: | مجموع مدت:          | مجموع مدت:                                                                               | مجموع مدت:                 | ۴۰:۴۵ |

| دی‌وی‌دی (نسخهٔ محدود فرست پرس دیلاکس) | دی‌وی‌دی (نسخهٔ محدود فرست پرس دیلاکس) | دی‌وی‌دی (نسخهٔ محدود فرست پرس دیلاکس) |
| شماره                               | نام                                 | مدت                                 |
| ----------------------------------- | ----------------------------------- | ----------------------------------- |
| ۱.                                  | «پاپاراتزی» (نماهنگ)                | ۶:۳۷                                |
| ۲.                                  | «اوه!» (نماهنگ)                     | ۴:۱۱                                |
| ۳.                                  | «تموم عشقم واسه تو» (نماهنگ)        | ۴:۰۷                                |
| ۴.                                  | «قدرت گل» (نماهنگ)                  | ۳:۴۲                                |
| ۵.                                  | «پاپاراتزی» (نماهنگ – نسخهٔ طلایی)   | ۳:۵۷                                |
| ۶.                                  | «اوه!» (نماهنگ – نسخهٔ رقص)          | ۳:۱۲                                |
| ۷.                                  | «قدرت گل» (نماهنگ – نسخهٔ رقص)       | ۳:۲۳                                |

| دی‌وی‌دی (نسخهٔ محدود فرست پرس دیلاکس) | دی‌وی‌دی (نسخهٔ محدود فرست پرس دیلاکس) | دی‌وی‌دی (نسخهٔ محدود فرست پرس دیلاکس) |
| شماره                               | نام                                 | مدت                                 |
| ----------------------------------- | ----------------------------------- | ----------------------------------- |
| ۱.                                  | «پاپاراتزی» (نماهنگ)                | ۶:۳۷                                |
| ۲.                                  | «اوه!» (نماهنگ)                     | ۴:۱۱                                |
| ۳.                                  | «تموم عشقم واسه تو» (نماهنگ)        | ۴:۰۷                                |
| ۴.                                  | «قدرت گل» (نماهنگ)                  | ۳:۴۲                                |

| دی‌وی‌دی (نسخهٔ فیلیپین و تایلند) | دی‌وی‌دی (نسخهٔ فیلیپین و تایلند)           | دی‌وی‌دی (نسخهٔ فیلیپین و تایلند) |
| شماره                          | نام                                      | مدت                            |
| ------------------------------ | ---------------------------------------- | ------------------------------ |
| ۱.                             | «پاپاراتزی» (نماهنگ - ویرایش نمای نزدیک) | ۴:۰۹                           |
| ۲.                             | «اوه!» (نماهنگ)                          | ۴:۱۱                           |
| ۳.                             | «تموم قلبم واسه تو» (نماهنگ)             | ۴:۰۷                           |
| ۴.                             | «قدرت گل» (نماهنگ)                       | ۳:۴۲                           |